# Luis Larrea Alba
Luis Larrea Alba (ur. 25 października 1894 w Guayaquil, zm. 17 kwietnia 1979) – ekwadorski pułkownik i polityk.
Sprawował urząd ministra spraw wewnętrznych. W 1931 dokonał przewrotu, obalając prezydenta Isidro Ayorę, po którym stanął tymczasowo na czele państwa jako prezydent Ekwadoru (od sierpnia do października 1931). Kilkanaście lat później odegrał analogiczną rolę w historii kraju: w 1944 objął przywództwo rewolty masowego ruchu społecznego w Guayaquil, która pozbawiła stanowiska prezydenta Carlosa Arroya del Ria.